# عيد ميلاد سادلر (رواية)
عيد ميلاد ساندلر (بالإنجليزية: Sadler's Birthday)‏ هي رواية للكاتبة الإنجليزية روز تريمين، نشرت عام 1976، عن دار نشر في المملكة المتحدة.